# Festival de Cannes 1967
La vingtième édition du Festival de Cannes a lieu du 27 avril au 12 mai 1967 et se déroule au Palais des Festivals dit Palais Croisette, 50 du boulevard de la Croisette. De 1964 à 1974, le Grand Prix du Festival international du Film est rétabli, la Palme d'or n'est plus décernée. Brigitte Bardot, mythe et égérie de l'époque, y provoque par sa présence une impressionnante bousculade.

## Jury de la compétition
- Alessandro Blasetti, président
- Shirley MacLaine
- Sergueï Bondartchouk
- René Bonnell
- Jean-Louis Bory
- Miklós Jancsó
- Claude Lelouch
- Georges Lourau
- Vincente Minnelli
- Georges Neveux
- Jean-Louis Rondi
- Ousmane Sembène
- André Coutant
- Jean Schmidt
- Mark Turfkhuyer
- Tahar Cheriaa
- Zdravka Koleva

## Sélections

### Sélection officielle

#### Compétition
La sélection officielle en compétition se compose de 24 films :
- À chacun son dû (A ciascuno il suo) d'Elio Petri
- Accident de Joseph Losey
- Blow-Up de Michelangelo Antonioni
- La Mante rouge (Den røde kappe) de Gabriel Axel
- Elvira Madigan de Bo Widerberg
- Hôtel pour étrangers (Hotel pro cizince) d'Antonín Máša
- Jeu de massacre d'Alain Jessua
- Katerina Izmaïlova de Mikhaïl Grigorievitch Chapiro (ru)
- Beaucoup trop pour un seul homme (L'immorale) de Pietro Germi
- L'Incompris (Incompreso) de Luigi Comencini
- L'Inconnu de Shandigor de Jean-Louis Roy
- Le Vent des Aurès (Rih el-Aouras) de Mohammed Lakhdar-Hamina
- Mon amour, mon amour de Nadine Trintignant
- L'Enfant du lundi (La chica del lunes) de Leopoldo Torre Nilsson
- Vivre à tout prix (Mord und Totschlag) de Volker Schlöndorff
- Mouchette de Robert Bresson
- Pedro Páramo de Carlos Velo
- J'ai même rencontré des Tziganes heureux (Skupljači perja) d'Aleksandar Petrović
- Terre en transe (Terra em Transe) de Glauber Rocha
- Trois Jours et un enfant (Shlosha Yamim Veyeled) d'Uri Zohar
- Les Dix Mille Soleils (Tízezer nap) de Ferenc Kósa
- Último encuentro d'Antonio Eceiza
- Ulysses de Joseph Strick
- Big Boy (You're a Big Boy Now) de Francis Ford Coppola

#### Hors compétition
7 films sont présentés hors compétition :
- Batouk de Jean-Jacques Manigot
- J'ai tué Raspoutine de Robert Hossein
- Le Conquérant de l'inutile de Marcel Ichac
- Trains étroitement surveillés (Ostře sledované vlaky) de Jiří Menzel
- Privilège (Privilege) de Peter Watkins
- Restauration du Grand Trianon de Pierre Zimmer
- Guerre et Paix de Sergueï Bondartchouk

#### Courts métrages
- Versailles d'Albert Lamorisse

### Semaine de la critique
- La Cloche de Yukio Aoshima (Japon)
- L’Horizon de Jacques Rouffio (France)
- Jozsef Katis de Wim Verstappen (Pays-Bas)
- Le Règne du jour de Pierre Perrault (Canada)
- Rondo de Zvonimir Berkovic (Yougoslavie)
- Trio de Gianfranco Mingozzi (Italie)
- Ukamau de Jorge Sanjinés Aramayo (Bolivie)
- Une affaire de cœur de Dusan Makavejev (Yougoslavie)
- Warrendale d'Allan King (Canada)

## Palmarès
- Palme d'or : Blow-Up de Michelangelo Antonioni
- Grand prix spécial du jury (ex æquo) : Accident de Joseph Losey et J'ai même rencontré des Tziganes heureux (Skupljači perja) d'Aleksandar Petrović
- Prix d'interprétation féminine : Pia Degermark pour Elvira Madigan de Bo Widerberg
- Prix d'interprétation masculine : Oded Kotler pour Trois jours et un enfant (Shlosha Yamim Veyeled) d'Uri Zohar
- Prix de la mise en scène : Ferenc Kósa pour Les Dix Mille Soleils (Tízezer nap) (Hongrie)
- Prix du scénario (ex æquo) : Alain Jessua pour Jeu de massacre et Elio Petri, Jean Curtelin et Ugo Pirro pour À chacun son dû (A ciascuno il suo)
- Prix de la première œuvre : Le Vent des Aurès (Rih el-Aouras) de Mohammed Lakhdar-Hamina
- Prix hommage : Robert Bresson